# Rémy Riou
Pour les articles homonymes, voir Riou.
Ne pas confondre avec Rémy Rioux (1969-), haut fonctionnaire français.
Rémy Riou, né le 6 août 1987 à Lyon (Rhône), est un footballeur français qui évolue au poste de gardien de but au Paris FC.

## Biographie

### Jeunesse et débuts professionnels
Rémi Riou n'a aucun lien de parenté avec le footballeur Rudy Riou (1980-), également gardien de but,.
Il signe, dès l'âge de 6 ans, sa première licence à Saint-Cyr-au-Mont-d'Or, en banlieue de Lyon. Après un tournoi, il intègre finalement l'Olympique lyonnais pour ne plus le quitter jusqu'à l'âge de 19 ans.
En janvier 2005, il signe son premier contrat professionnel avec Lyon puis, après une année passée en CFA il est prêté au FC Lorient pour acquérir de l'expérience. Par un concours de circonstances, il se retrouve en équipe première. Entre blessures et suspensions opportunes, Rémy Riou a su bousculer la hiérarchie et ainsi s'imposer comme le plus jeune gardien de Ligue 1.

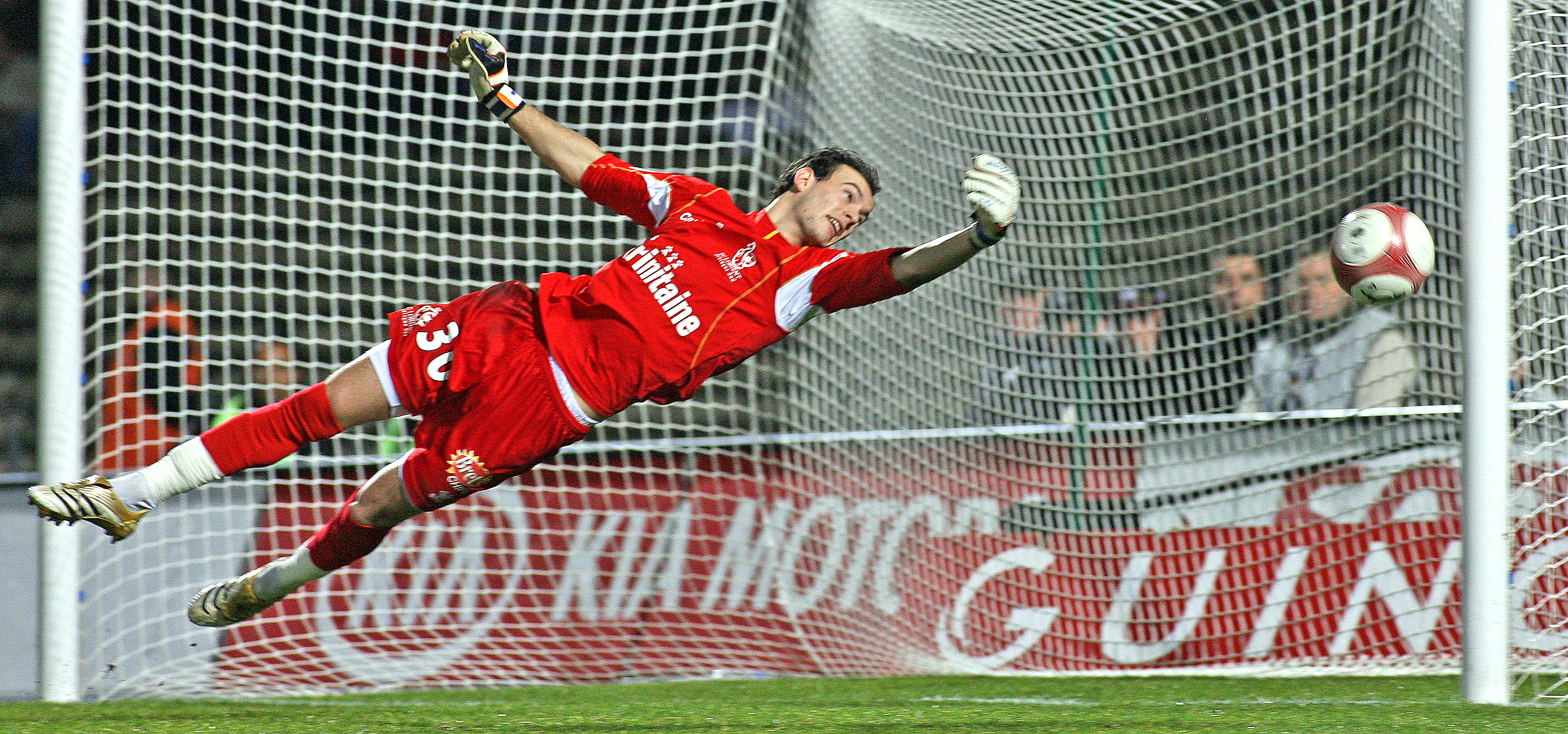
Rémy Riou lors du match nul entre Bordeaux et Lorient en janvier 2007

### AJ Auxerre (2007-2011)
De retour de prêt après une bonne saison en Bretagne, Rémy Riou comprend rapidement qu'il ne pourra s'imposer dans les cages de son club formateur et choisit de partir pour l'AJ Auxerre durant l'intersaison 2007. Il restera quatre saisons dans le club de l'Yonne ne parvenant jamais à s'imposer comme titulaire indiscutable. Il jouera au total 52 matchs pour l'AJ Auxerre.

### Toulouse FC (2011-2012)
Le 30 juin 2011 il signe un contrat de quatre ans avec le Toulouse FC. Mais à cause de la confiance accordée au jeune prometteur Ali Ahamada, Rémy Riou ne parvient pas à s'imposer et doit se contenter d'un rôle de doublure

### FC Nantes (2012-2017)
Finalement, il n'hésite pas à descendre d'une division pour s'engager avec le FC Nantes pour la saison 2012-2013 avec lequel il participe à la remontée du club en Ligue 1.
Lors de la remontée du FC Nantes en Ligue 1, il s'inscrit comme une valeur sûre grâce à ses performances sur les terrains mais aussi par son statut de cadre dans le vestiaire, et cela malgré les bonnes performances de Maxime Dupé. Lors de la saison 2015-2016, il devient capitaine du FC Nantes à la suite du départ d'Olivier Veigneau.

### Diverses expériences à l'étranger (2017-2019)
En juillet 2017, il rejoint le club turc d'Alanyaspor. Le 9 août 2018, il résilie son contrat avec Alanyaspor.
Le 13 août 2018, il signe un contrat de deux ans avec option pour deux saisons supplémentaires au Sporting de Charleroi en Belgique.

### SM Caen (2019-2022)
En manque de temps de jeu, il est transféré en août 2019 au Stade Malherbe Caen.
Il a gardé les cages caennaises pendant trois saisons à l'issue desquelles son contrat n’est pas prolongé.
Parallèlement, il reprend ses études à l'EM Lyon Business School à partir de 2021.

### Retour à l'Olympique Lyonnais (2022-2024)
Le 24 mai 2022, il signe son retour à l’Olympique lyonnais à travers un contrat l'engageant pour deux ans ; il est prévu qu'il se place en tant que troisième gardien dans la hiérarchie de l'équipe, tout en encadrant également les futurs espoirs de l'académie du club. Quinze ans après son premier départ du club, il y obtient sa première entrée en jeu le 6 août 2022 contre l'AC Ajaccio lors de la première journée de championnat, à la faveur d'une expulsion du gardien titulaire Anthony Lopes à la 27e minute de jeu. Après avoir disputé quatre rencontres en début de saison, puis être retourné sur le banc, Riou redevient titulaire à la faveur de la blessure à la main d'Anthony Lopes au mois de mars 2023.
Le 7 janvier 2024, il entre en jeu à la fin du match de Coupe de France contre le CA Pontarlier afin de disputer ses dernières minutes sous le maillot rhodanien.

### Paris FC (depuis 2024)
Deux jours après, le club officialise son départ du club pour le Paris FC ,.

## Statistiques
| Saison                | Club                  | Championnat           | Championnat | Championnat | Coupe nationale | Coupe nationale | Coupe de la Ligue | Coupe de la Ligue | Total | Total |
| Saison                | Club                  | Division              | M.          | B.          | M.              | B.              | M.                | B.                | M.    | B.    |
| 2006-2007             | FC Lorient (prêt)     | Ligue 1               | 22          | 0           | 1               | 0               | -                 | -                 | 23    | 0     |
| 2007-2008             | AJ Auxerre            | Ligue 1               | 19          | 0           | 2               | 0               | 1                 | 0                 | 22    | 0     |
| 2008-2009             | AJ Auxerre            | Ligue 1               | 20          | 0           | -               | -               | -                 | -                 | 20    | 0     |
| 2009-2010             | AJ Auxerre            | Ligue 1               | 3           | 0           | 3               | 0               | 1                 | 0                 | 7     | 0     |
| 2010-2011             | AJ Auxerre            | Ligue 1               | -           | -           | -               | -               | 3                 | 0                 | 3     | 0     |
| Sous-total            | Sous-total            | Sous-total            | 42          | 0           | 5               | 0               | 5                 | 0                 | 52    | 0     |
| 2011-2012             | Toulouse FC           | Ligue 1               | -           | -           | -               | -               | 1                 | 0                 | 1     | 0     |
| 2012-2013             | FC Nantes             | Ligue 2               | 38          | 0           | -               | -               | 1                 | 0                 | 39    | 0     |
| 2013-2014             | FC Nantes             | Ligue 1               | 34          | 0           | -               | -               | 4                 | 0                 | 38    | 0     |
| 2014-2015             | FC Nantes             | Ligue 1               | 32          | 0           | -               | -               | 3                 | 0                 | 35    | 0     |
| 2015-2016             | FC Nantes             | Ligue 1               | 31          | 0           | -               | -               | -                 | -                 | 31    | 0     |
| 2016-2017             | FC Nantes             | Ligue 1               | 22          | 0           | -               | -               | 1                 | 0                 | 23    | 0     |
| Sous-total            | Sous-total            | Sous-total            | 157         | 0           | -               | -               | 9                 | 0                 | 166   | 0     |
| 2017-2018             | Alanyaspor            | Süper Lig             | 9           | 0           | 2               | 0               | -                 | -                 | 11    | 0     |
| 2018-2019             | Charleroi SC          | Division 1A + PO2     | 3+7         | 0+0         | 1               | 0               | -                 | -                 | 11    | 0     |
| 2019-2020             | SM Caen               | Ligue 2               | 26          | 0           | 1               | 0               | 1                 | 0                 | 28    | 0     |
| 2020-2021             | SM Caen               | Ligue 2               | 23          | 0           | 1               | 0               | -                 | -                 | 24    | 0     |
| 2021-2022             | SM Caen               | Ligue 2               | 33          | 0           | -               | -               | -                 | -                 | 33    | 0     |
| Sous-total            | Sous-total            | Sous-total            | 82          | 0           | 2               | 0               | 1                 | 0                 | 85    | 0     |
| 2022-2023             | Olympique lyonnais    | Ligue 1               | 7           | 0           | -               | -               | -                 | -                 | 7     | 0     |
| 2023-2024             | Olympique lyonnais    | Ligue 1               | 3           | 0           | 1               | 0               | -                 | -                 | 4     | 0     |
| Sous-total            | Sous-total            | Sous-total            | 10          | 0           | 1               | 0               | -                 | -                 | 11    | 0     |
| 2023-2024             | Paris FC              | Ligue 2               | -           | -           | 1               | 0               | -                 | -                 | 1     | 0     |
| 2024-2025             | Paris FC              | Ligue 2               | 1           | 0           | 1               | 0               | -                 | -                 | 2     | 0     |
| Sous-total            | Sous-total            | Sous-total            | 1           | 0           | 2               | 0               | -                 | -                 | 3     | 0     |
| Total sur la carrière | Total sur la carrière | Total sur la carrière | 333         | 0           | 14              | 0               | 16                | 0                 | 363   | 0     |

## Palmarès

### En club
Avec l'Olympique lyonnais, Rémy Riou est finaliste de la Coupe Gambardella à deux reprises en 2005 et 2006 et remporte le championnat de France amateur en 2006.
Il est également vice-champion de Ligue 2 en 2025 avec le Paris FC.

### En sélection
Il remporte le Championnat d'Europe des moins de 17 ans en 2004 avec l'équipe de France.